# Conchrepubliek
De Conchrepubliek was een micronatie op de Florida Keys. Het heeft slechts een dag bestaan op 23 april 1982 nadat het eiland Key West zich onafhankelijk had verklaard van de Verenigde Staten.

## Geschiedenis
In het jaar 1982 werd door de Amerikaanse douane een grenspost ingesteld op Highway nr. 1, de enige weg die Key West met het Amerikaanse vasteland verbindt, om het onderscheppen van drugs en illegale immigranten te vergemakkelijken.
Omdat hierdoor het toerisme, de belangrijkste inkomstenbron van Key West, sterk gehinderd werd, verlangde de gemeente Key West de opheffing van de grenspost. Omdat die grenspost ondanks hun bezwaren gewoon bleef staan, verklaarde Key West zich onafhankelijk van de Verenigde Staten.
De burgemeester van Key West, Dennis Wardlow, werd tot premier van de Conchrepubliek benoemd.
Vervolgens verklaarde de Conchrepubliek de oorlog aan de Verenigde Staten, om vervolgens te capituleren en om hulp bij de wederopbouw van het land te vragen.
Dit gebeuren zorgde voor een zekere populariteit van de "republiek", waardoor de grenspost werd opgeheven.
Alhoewel de staat maar één dag heeft bestaan identificeren veel inwoners van Key West zich toch nog met de republiek. Op 23 april wordt er nog altijd onafhankelijkheidsdag gevierd.